# Čchien-nan
Čchien-nan (čínsky pchin-jinem Qiánnán, znaky zjednodušené 黔南, tradiční 黔南), plným názvem Puejský a miaoský autonomní kraj Čchien-nan (čínsky v českém přepisu Čchien-nan pu-i-cu miao-cu c’-č’-čou, pchin-jinem Qiánnán Bùyīzú Miáozú zìzhìzhōu, znaky zjednodušené 黔南布依族苗族自治州), je autonomní kraj v provincii Kuej-čou v Číně. Má rozlohu 26 154 km² a žije v něm téměř 3,5 milionu obyvatel.

## Geografie

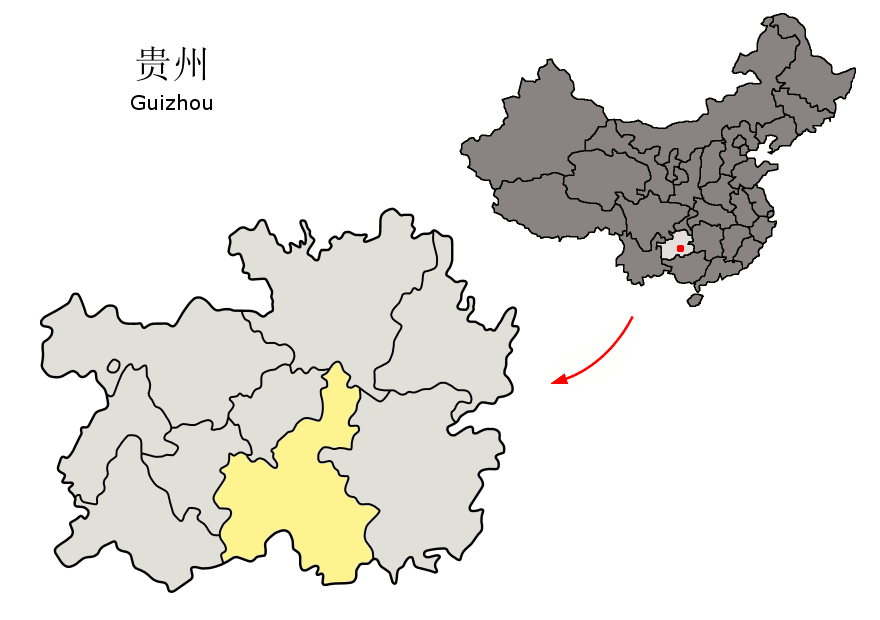
Čchien-nan (žlutě) na mapě provincie Kuej-čou

Puejský a miaoský autonomní kraj Čchien-nan se nachází na jihu provincie Kuej-čou v jihozápadní Číně. Na severu hraničí s městskou prefekturou Cun-i, na východě s autonomním krajem Čchien-tung-nan, na jihu s oblastí Kuang-si, na západě s autonomním krajem Čchien-si-nan a městskou prefekturou An-šun, na severozápadě s městskou prefekturou Kuej-jang.
Kraj leží v subtropickém klimatickém pásu a má vlhké subtropické podnebí; je z většiny hornatý či kopcovitý, nejvíce na severu (nejvyšší horou je Tou-pang-šan s výškou 1961 metrů), směrem k jihu se nadmořská výška terénu postupně snižuje. 

## Demografie
Podle sčítání lidu roku 2020 žilo v kraji 3 494 385 obyvatel na rozloze 26 154 km². Při sčítání roku 2000 bylo napočteno 3 569 847 obyvatel, z toho 43,37 % Číňanů (Chanů), 32,46 % Puejů, 13,37 % Miaů a 8,04 % Šuejů; zbytek (2,76 % obyvatelstva) tvořili příslušníci jiných národností.

## Administrativní členění
Autonomní kraj Čchien-an se člení na dvanáct celků okresní úrovně, a sice dva městské okresy, devět okresů a jeden autonomní okres.
| městský okres · Tu-jün městský okres · Fu-čchüan okres · Li-po okres · Kuej-ting okres · Weng-an okres · Tu-šan okres · Pching-tchang okres · Luo-tien okres · Čchang-šun okres · Lung-li okres · Chuej-šuej autonomní okres · San-tu |                |                       |                    |                                  |
| Název | Název          | Počet obyvatel (2020) | Rozloha km² (2020) | Hustota zalidnění (obyv. na km²) |
| český přepis | znaky          | Počet obyvatel (2020) | Rozloha km² (2020) | Hustota zalidnění (obyv. na km²) |
| Městské okresy |                |                       |                    |                                  |
| Tu-jün | 都匀市         | 529 688               | 2 295              | 231                              |
| Fu-čchüan | 福泉市         | 297 899               | 1 694              | 176                              |
| Okresy |                |                       |                    |                                  |
| Li-po | 荔波县         | 154 896               | 2 411              | 64                               |
| Kuej-ting | 贵定县         | 250 146               | 1 625              | 154                              |
| Weng-an | 瓮安县         | 395 536               | 1 961              | 202                              |
| Tu-šan | 独山县         | 264 266               | 2 436              | 109                              |
| Pching-tchang | 平塘县         | 234 417               | 2 790              | 84                               |
| Luo-tien | 罗甸县         | 257 551               | 3 010              | 86                               |
| Čchang-šun | 长顺县         | 201 540               | 1 543              | 131                              |
| Lung-li | 龙里县         | 236 221               | 1 528              | 155                              |
| Chuej-šuej | 惠水县         | 395 878               | 2 478              | 160                              |
| Autonomní okres |                |                       |                    |                                  |
| San-tu (šuejský) | 三都水族自治县 | 276 347               | 2 385              | 116                              |
| |                |                       |                    |                                  |
| Celkem | Celkem         | 3 494 385             | 26 154             | 134                              |